# Parafia Świętych Apostołów Piotra i Pawła w Zdołbunowie
Parafia św. Apostołów Piotra i Pawła w Zdołbunowie – parafia rzymskokatolicka w Zdołbunowie, należy do dekanatu Równe w diecezji łuckiej. Do czasów II wojny światowej parafia należała do dekanatu ostrogskiego.

## Duszpasterze

### Proboszcz
- ks. Witold Józef Kowalów - od 1992 do 1995
- ks. Andrzej Ścisłowicz - od 1995

### Wikariusz
- ks. Marcin Strachanowski 1993–1994
- ks. Andrzej Ścisłowicz 1994–1995
- ks. Jerzy Pohnerybka - 2003–2004
- ks. Walentyn Rolinger - od 2010–2011